# سانت آگوستینو (امیلیا–رومانیا)
سانت آگوستینو (به ایتالیایی: Sant'Agostino) یک منطقهٔ مسکونی در ایتالیا است که در استان فرارا واقع شده‌است. سانت آگوستینو ۳۵٫۲ کیلومتر مربع مساحت و ۷٬۱۰۶ نفر جمعیت دارد و ۱۵ متر بالاتر از سطح دریا واقع شده‌است.